# Тулиу Карафоли
Тулиу Карафоли (на румънски: Tulliu Carafoli; на арумънски: Tuľiu Carafoli) е арумънски писател.

## Биография
Тулиу Карафоли е роден в арумънско (влашко) семейство в македонския град Бер, тогава в Османската империя, днес в Гърция. Завършва Румънския лицей в Битоля в 1895 г. Автор е на стихосбирката „Пирушана“, публикувна посмъртно.
Умира в 1936 година в Солун.